# Diócesis de Amiens
La diócesis de Amiens (en latín: Dioecesis Ambianensis y en francés: Diocèse d'Amiens) es una circunscripción eclesiástica de la Iglesia católica en Francia. Se trata de una diócesis latina, sufragánea de la arquidiócesis de Reims. Desde el 20 de marzo de 2021 su obispo es Gérard Le Stang.

## Territorio y organización

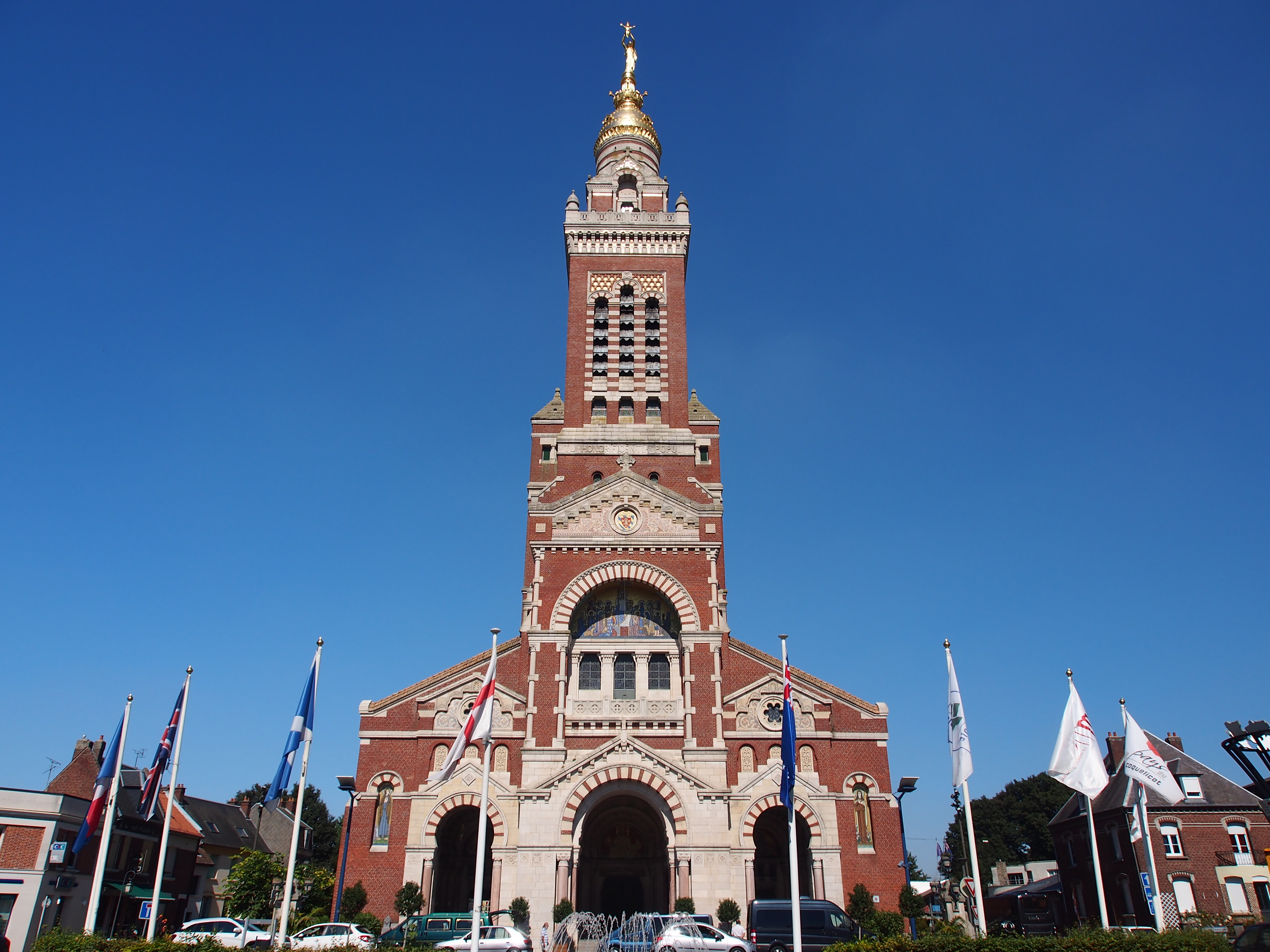
Basílica de Notre-Dame de Brebières, en Albert

La diócesis tiene 6277 km² y extiende su jurisdicción sobre los fieles católicos de rito latino residentes en el departamento de Somme en la región de Alta Francia.  

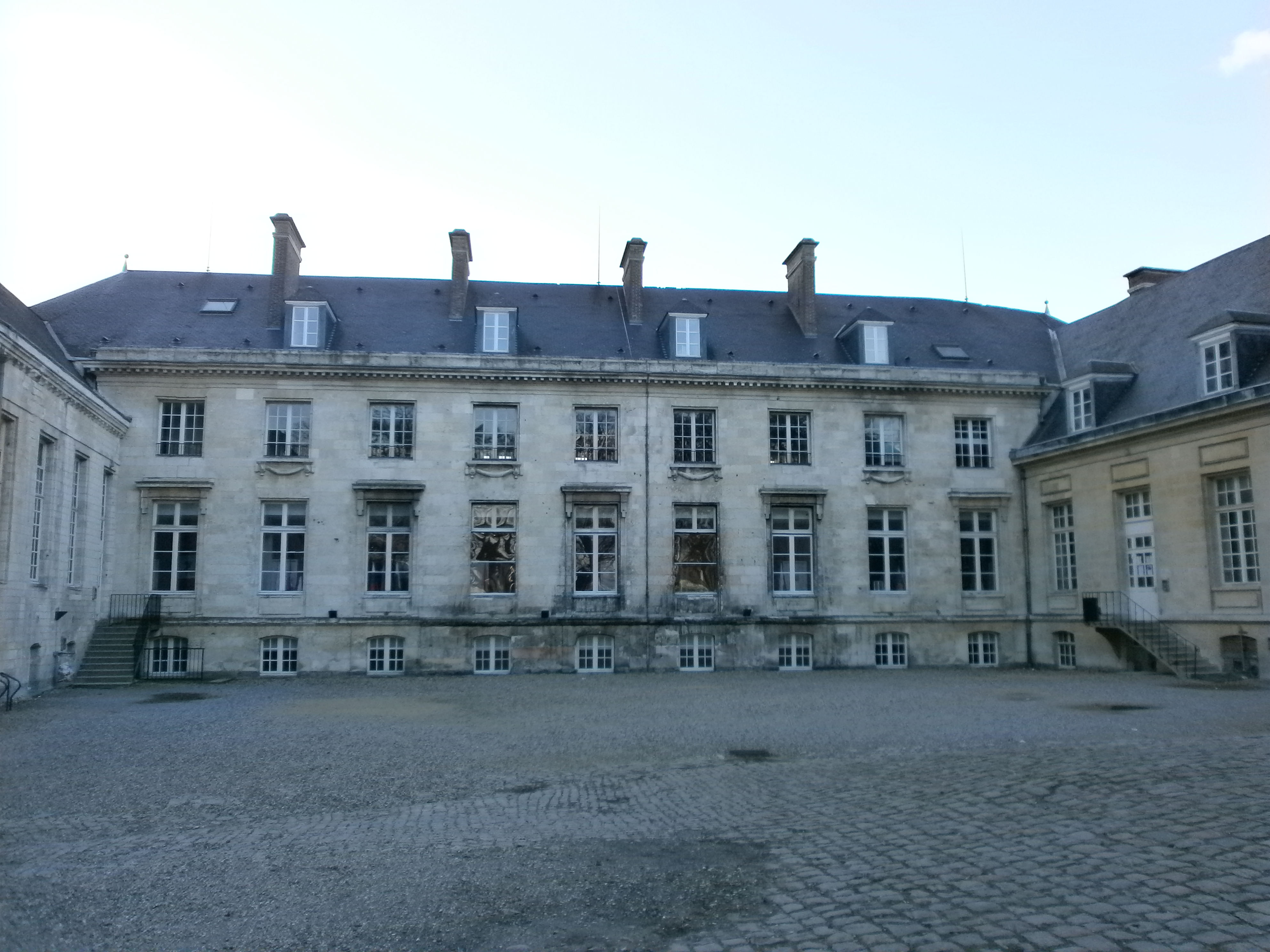
Antiguo palacio episcopal de Amiens, que fue sede de los obispos hasta 1905

La sede de la diócesis se encuentra en la ciudad de Amiens, en donde se halla la Catedral de Nuestra Señora (con sus más de 7000 m² de superficie, es la mayor de las catedrales francesas). En Albert se halla la Basílica de Notre-Dame de Brebières.

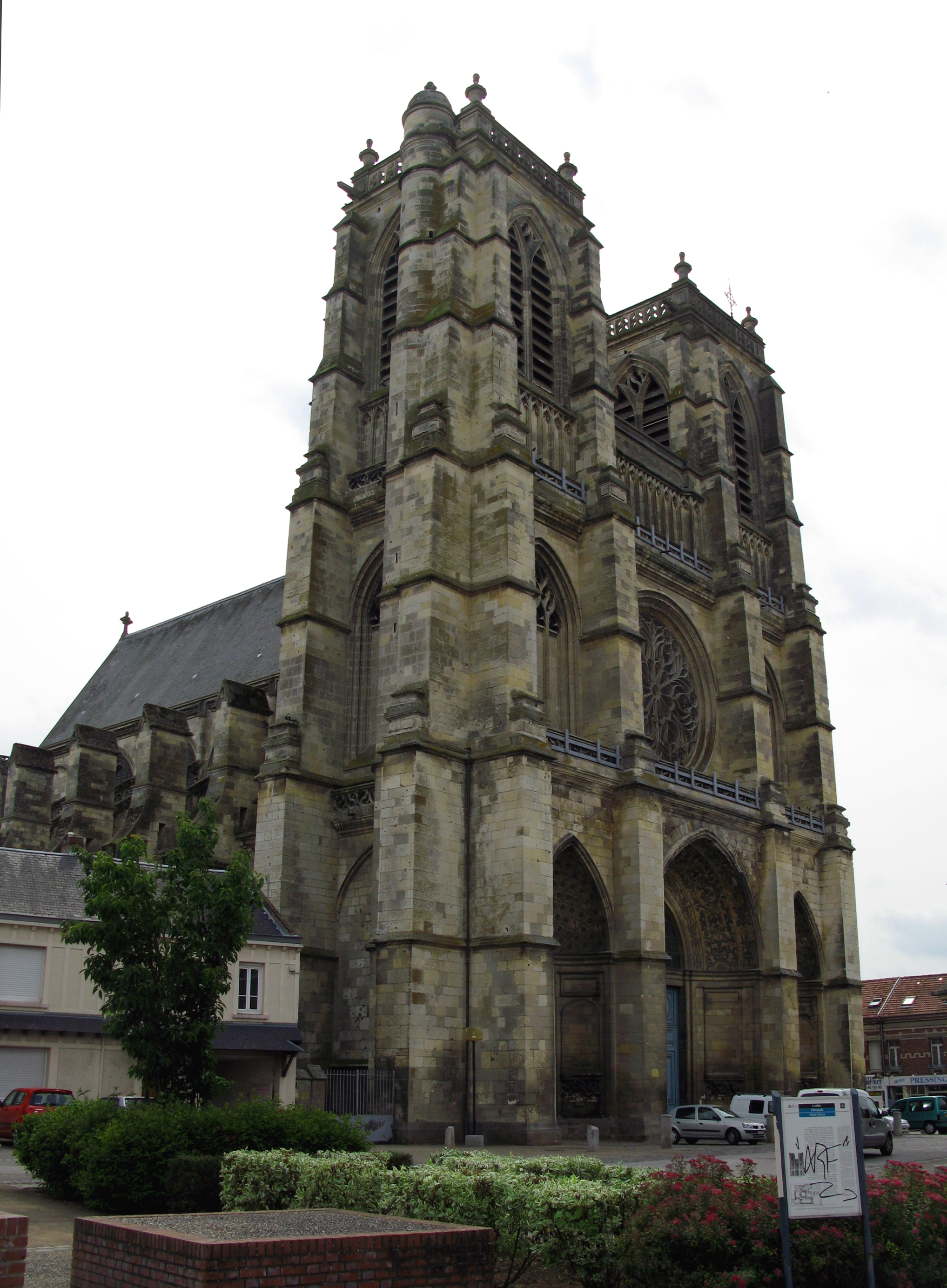
Abadía de Corbie

En 2022 en la diócesis existían 49 parroquias agrupadas en 14 sectores apostólicos (secteurs apostoliques).

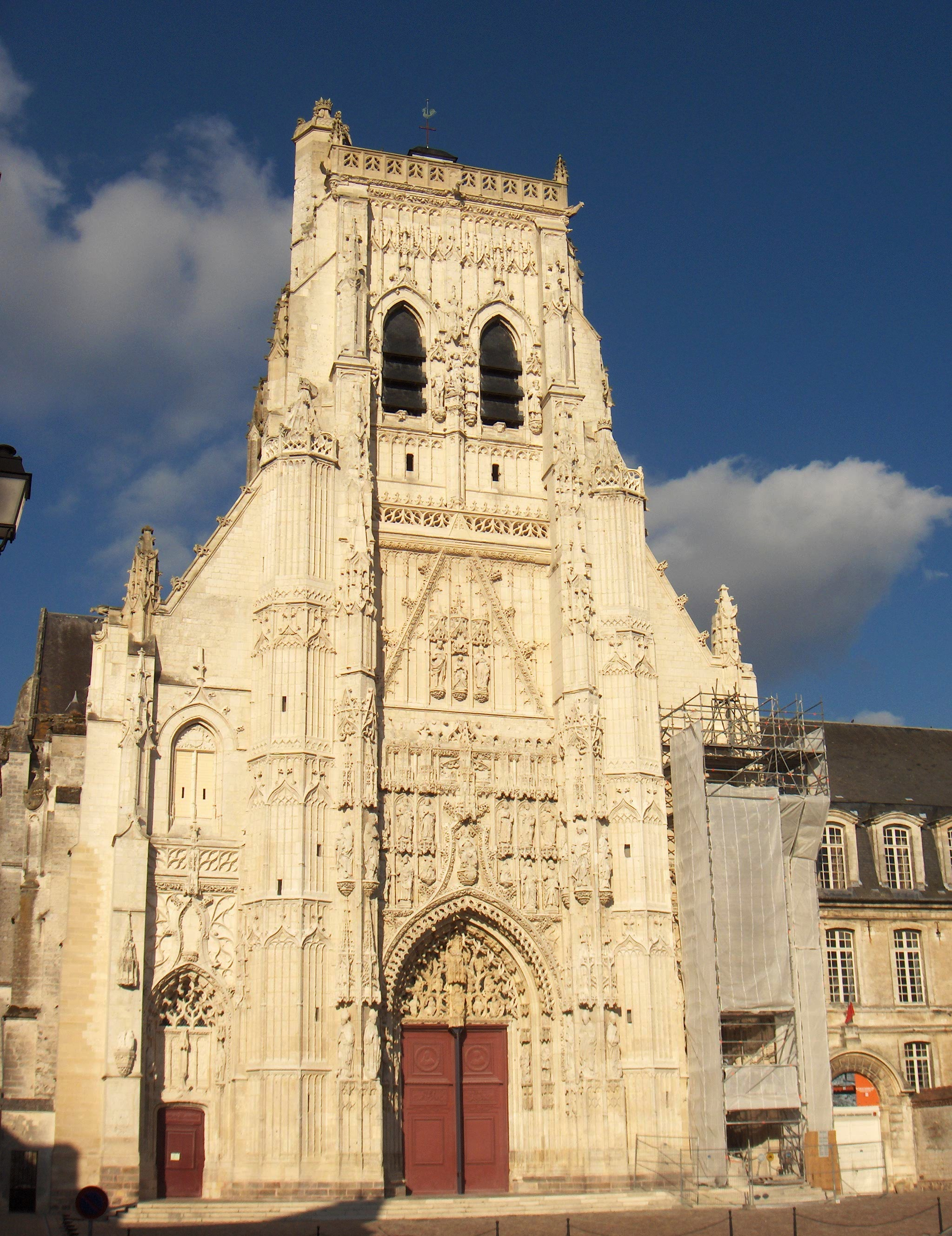
Abadía de San Ricario

## Historia
La diócesis de Amiens fue erigida a finales del siglo III. San Fermín, tradicionalmente conocido como el fundador y primer obispo de la diócesis, no es más que el último de una serie de misioneros que llegaron a evangelizar el norte de la Galia a lo largo del siglo; entre estos se recuerda a los santos Quintino, Genziano, Vitrico y Fusciano. La construcción de la primera catedral construida sobre la tumba de san Fermín en Abladene, la colina donde hoy se encuentra el distrito de Saint-Acheul de Amiens, se remonta a la época de la paz constantiniana.
La opinión más acreditada y única sustentable es que san Fermín sufrió el martirio en la época de las persecuciones de Maximiano y Diocleciano, entre finales del siglo III y principios del IV. El primer obispo históricamente documentado es Eulogio, cuya firma se encuentra en el documento redactado en el año 346 con el que, en el pseudoconcilio de Colonia, un grupo de obispos hizo suya la decisión del Concilio de Sárdica a favor de san Atanasio de Alejandría.
Samarobriva Ambianorum fue la capital y centro administrativo del pueblo celta de los ambianos en la provincia romana de la Galia Bélgica II, como lo demuestra una Notitia Galliarum de principios del siglo V. Desde el punto de vista religioso, así como civil, Amiens dependía de la provincia eclesiástica de la arquidiócesis de Reims, sede metropolitana provincial.
La evangelización de las zonas rurales comenzó sólo después de las invasiones bárbaras, hacia el siglo VII, por parte de misioneros ermitaños, procedentes en su mayor parte de Britania, que estuvieron en el origen de las grandes abadías de la diócesis: Saint-Valéry, Saint Riquier, Forest-Montiers y Corbie.
En los siglos XII y XIII aparecieron en Picardía nuevas instituciones religiosas, como los canónigos regulares, los premonstratenses y los cistercienses, que fundaron nuevos e importantes monasterios, como los de Valloires (1137), de Gard (1139) y el femenino de Berteaucourt (1095).
En el siglo XIII se inició la construcción de la actual catedral gótica.
Durante el período de la Contrarreforma, Amiens vio la llegada de los jesuitas, que abrieron un colegio en la ciudad en 1604; en 1624 el seminario diocesano fue fundado por el obispo François Lefèvre de Caumartin.
Entre los obispos que se distinguieron en la lucha contra el jansenismo y que se esforzaron en hacer cumplir la bula Unigenitus Dei Filius se encontraban Pierre de Sabatier († 1733) y su sucesor Orleans de La Motte († 1774). En 1746 se aprobó un breviario de tendencia antijansenista: se eliminaron las colecciones del rito romano por parecer exageradas la gracia efectiva en el sentido agustiniano.
Al inicio de la Revolución francesa, la diócesis incluía los territorios históricos de Amiénois, Corbiois, Ponthieu y Vimeu, para un total de más de 750 parroquias, agrupadas en 2 arcedianatos, Amiens y Ponthieu, y 26 decanatos.
Durante la Revolución francesa, el obispo Louis-Charles de Machault se vio obligado a exiliarse en Tournai. Sólo el concordato de 1801 restableció la paz en la diócesis. El 29 de noviembre de 1801, mediante la bula Qui Christi Domini del papa Pío VII, se hizo coincidir el territorio de la diócesis con los departamentos de Somme y Oise, incorporando el de la suprimida diócesis de Beauvais. Al mismo tiempo fue nombrada sufragánea de la arquidiócesis de París.
En 1822 se restableció la diócesis de Beauvais mediante la bula Paternae charitatis del papa Pío VII y Amiens regresó a la provincia eclesiástica de la arquidiócesis de Reims. A raíz de estos cambios territoriales, respecto a la antigua diócesis, Amiens cedió algunas parroquias del sur a la diócesis de Beauvais. Los sectores del norte se intercambiaron con la diócesis de Arrás, pero lo más importante fue que adquirió más de 130 parroquias de la antigua diócesis de Noyon en el este.

## Estadísticas
Según el Anuario Pontificio 2023 la diócesis tenía a fines de 2022 un total de 498 000 fieles bautizados.
| Año                                                                             | Población            | Población | Población      | Sacerdotes | Sacerdotes    | Sacerdotes    | Bautizados por sacerdote | Diáconos permanentes | Religiosos | Religiosos | Parroquias |
| Año                                                                             | Bautizados católicos | Total     | % de católicos | Total      | Clero secular | Clero regular | Bautizados por sacerdote | Diáconos permanentes | Varones    | Mujeres    | Parroquias |
| ------------------------------------------------------------------------------- | -------------------- | --------- | -------------- | ---------- | ------------- | ------------- | ------------------------ | -------------------- | ---------- | ---------- | ---------- |
| 1955                                                                            | 415 000              | 464 150   | 89.4           | 493        | 432           | 61            | 841                      |                      | 49         | 900        | 669        |
| 1970                                                                            | 470 000              | 512 113   | 91.8           | 387        | 324           | 63            | 1214                     |                      | 72         | 524        | 835        |
| 1980                                                                            | 501 000              | 553 101   | 90.6           | 285        | 253           | 32            | 1757                     | 1                    | 56         | 442        | 836        |
| 1990                                                                            | 492 000              | 548 000   | 89.8           | 209        | 178           | 31            | 2354                     | 2                    | 53         | 351        | 98         |
| 1999                                                                            | 482 000              | 547 825   | 88.0           | 146        | 130           | 16            | 3301                     | 6                    | 57         | 260        | 54         |
| 2000                                                                            | 489 000              | 556 100   | 87.9           | 142        | 129           | 13            | 3443                     | 7                    | 50         | 253        | 51         |
| 2001                                                                            | 489 000              | 556 100   | 87.9           | 30         | 18            | 12            | 16 300                   | 7                    | 48         | 232        | 52         |
| 2002                                                                            | 489 000              | 556 100   | 87.9           | 128        | 115           | 13            | 3820                     | 6                    | 43         | 238        | 54         |
| 2003                                                                            | 489 000              | 556 100   | 87.9           | 118        | 107           | 11            | 4144                     | 8                    | 41         | 232        | 49         |
| 2004                                                                            | 489 000              | 556 100   | 87.9           | 117        | 106           | 11            | 4179                     | 9                    | 40         | 211        | 49         |
| 2006                                                                            | 491 000              | 558 000   | 88.0           | 107        | 100           | 7             | 4588                     | 11                   | 36         | 201        | 49         |
| 2012                                                                            | 503 200              | 586 200   | 85.8           | 88         | 80            | 8             | 5718                     | 16                   | 26         | 171        | 49         |
| 2015                                                                            | 498 000              | 571 154   | 87.2           | 75         | 67            | 8             | 6640                     | 16                   | 26         | 149        | 49         |
| 2018                                                                            | 509 500              | 583 641   | 87.3           | 69         | 62            | 7             | 7384                     | 17                   | 21         | 115        | 49         |
| 2020                                                                            | 497 600              | 569 662   | 87.4           | 75         | 66            | 9             | 6634                     | 18                   | 21         | 120        | 49         |
| 2022                                                                            | 498 000              | 569 662   | 87.4           | 72         | 63            | 9             | 6916                     | 16                   | 16         | 109        | 49         |
| Fuente: Catholic-Hierarchy, que a su vez toma los datos del Anuario Pontificio. |                      |           |                |            |               |               |                          |                      |            |            |            |

## Episcopologio
Los catálogos episcopales más antiguos de Amiens, que terminan con Thibault d'Heilly († 1204), se conservan en la colección de Robert de Torigni y en dos martirologios de la abadía de Corbie, estos últimos utilizados por los autores de Gallia christiana. Según Louis Duchesne, estos catálogos sólo son fiables a partir del siglo IX ; los nombres anteriores, sin embargo, no están todos garantizados por la historia, faltan los nombres de algunos obispos, algunos de ellos están mal ordenados cronológicamente. Además, las listas episcopales comienzan con cinco nombres de personas veneradas como santos en el momento en que se elaboraron los catálogos, es decir, en el siglo XII.
- San Fermín I †[9]
- Eulogio † (mencionado en 346)
- San Firmino II il Confessore †[9]
- Leodardo †[9]
- Audoeno †[9]
- Edibio † (mencionado en 511)
- Beato † (mencionado en 549)
- San Honorato †[9]
- San Salvio †[9]
- San Bertacundo (o Bercundo) † (mencionado en 614)
- Bertefrido † (antes de 650-después de 667)
- Teodefredo † (mencionado en 683)[10]
- Deodato †[9]
- Dadone †[9]
- Ursiniano † (antes de 692-después de 697)
- Dominico †
- Cristiano †
- Raimberto † (mencionado en 748)
- Ailulfo †
- Giorgio[nota 1] † (antes de 769-después de 798 circa)
- Jesse † (antes del otoño de 799-834 depuesto)
- Ragenario † (circa 835-después de 849)
- Ilmerado † (antes del fin de 850-después de 871)
- Geroldo † (antes de 875-después de 877)
- Otgario † (antes de 893-1 de agosto de 928 falleció)
- Deroldo † (929-947 falleció)
- Tetbaldo † (947-949 expulsado)[10]
- Ragembaldo[nota 2] † (949-después de 950)
- Teobaldo[nota 3] † (antes de mayo de 972-25 de septiembre de 975 depuesto)
- Alviano o Almanno †
- Gotesmanno † (antes de 985-después de junio de 991)
- Foulques I † (antes de 993-después de 1030)
- Foulques II † (antes de 1036-1058 falleció)[nota 4]
- Guido † (julio de 1058-diciembre de 1075 falleció)
  - Foulques III † (mencionado de octubre de 1076) (obispo electo)
- Raoul † (1078-1079)
- Roricon † (circa 1080-después de 1085)
- Gervin † (1091-enero de 1102 o 1103 falleció)
- San Geoffroy † (abril de 1104 consagrado-8 de noviembre de 1115 falleció)
- Enguerrand de Boves † (antes de mayo de 1116-9 de noviembre de 1127 falleció)
- Guérin de Chastillon-Saint-Pol † (16 de noviembre de 1127-1144 renunció)
- Thierry † (1144-noviembre de 1164 falleció)
- Robert de Camera † (1165-abril de 1169 falleció)
- Thibault d'Heilly † (1169-30 de abril de 1204 falleció)
- Richard de Gerberoy † (2 de mayo de 1205-14 de mayo de 1210 falleció)
- Évrard de Fouilloy † (después de abril de 1211-noviembre de 1222 falleció)
- Geoffroy D'Eu † (antes de febrero de 1223-25 de noviembre de 1236 falleció)
- Arnoul † (1236-antes de junio de 1247 falleció)
- Gérard de Conchy † (1247-1257 falleció)
- Aleaume de Neuilly † (1258-mayo o de junio de 1259 falleció)
- Bernard d'Abbeville † (1259-22 de marzo de 1278 falleció)
- Guillaume de Mâcon † (1278-4 de mayo de 1308 falleció)
- Robert de Fouilloy † (antes del 12 de septiembre de 1308-20 de marzo de 1321 falleció)
- Simon de Goucans † (18 de mayo de 1321-3 de diciembre de 1325 falleció)
- Jean de Cherchemont † (18 de febrero de 1326-26 de enero de 1373 falleció)
- Jean de La Grange, O.S.B. † (7 de febrero de 1373-20 de diciembre de 1375 renunció)
- Jean Rolland † (3 de enero de 1376-17 de diciembre de 1388 falleció)
- Jean de Boissy † (29 de marzo de 1389-4 de septiembre de 1410 falleció)
- Bernard de Chevenon † (20 de marzo de 1411-29 de marzo de 1413 nombrado obispo de Beauvais)
- Philibert de Saulx † (14 de agosto de 1413-10 de mayo de 1424 nombrado obispo de Coutances)
- Jean de Harcourt † (10 de mayo de 1424-4 de marzo de 1433 nombrado arzobispo de Reims)
- Jean Le Jeune † (26 de abril de 1433-24 de octubre de 1436 nombrado obispo de Thérouanne)
  - Francesco Condulmer † (5 de noviembre de 1436-27 de marzo de 1437 renunció) (administrador apostólico)
- Jean Avantage † (27 de marzo de 1437-26 de noviembre de 1456 falleció)
- Ferry de Beauvoir † (14 de enero de 1457-28 de febrero de 1473 falleció)
- Jean de Gaucourt † (5 de julio de 1473-3 de mayo de 1476 falleció)
- Louis de Gaucourt † (9 de septiembre de 1476-1482 falleció)
- Pierre Verse † (7 de octubre de 1482-10 de febrero de 1501 falleció)
  - Filippo di Kleve † (14 de junio de 1501-9 de agosto de 1503 nombrado obispo de Autun) (administrador apostólico)
- François de Halluin † (9 de agosto de 1503-18 de junio de 1538 falleció)
  - Charles de Hémard de Denonville † (9 de diciembre de 1538-23 de agosto de 1540 falleció) (administrador apostólico)
  - Claude de Longwy de Givry † (24 de septiembre de 1540-12 de febrero de 1546 renunció) (administrador apostólico)
- François de Pisseleu † (12 de septiembre de 1546-1552 renunció)
- Nicolas de Pellevé † (24 de agosto de 1552-16 de diciembre de 1562 nombrado arzobispo de Sens)
- Antoine de Créqui † (14 de julio de 1564-20 de junio de 1574 falleció)
- Geoffroy de La Marthonie † (26 de octubre de 1576-17 de diciembre de 1617 falleció)
- François Lefèvre de Caumartin † (17 de diciembre de 1617 por sucesión-27 de noviembre de 1652 falleció)
- François Faure † (23 de marzo de 1654-11 de mayo de 1687 falleció)
  - Sede vacante (1687-1692)
- Henri Feydeau de Brou † (24 de marzo de 1692[nota 5]-14 de junio de 1706 falleció)
- Pierre de Sabatier † (11 de abril de 1707-20 de enero de 1733 falleció)
- Louis-François-Gabriel d'Orléans de La Motte † (20 de marzo de 1734-10 de julio de 1774 falleció)
- Louis-Charles de Machault † (10 de julio de 1774 por sucesión-6 de noviembre de 1801 renunció)
- Jean-Chrysostôme de Villaret † (15 de mayo de 1802-17 de diciembre de 1804 nombrado obispo de Alessandria)
- Jean-François Demandolx † (1 de febrero de 1805-14 de agosto de 1817 falleció)
- Marc-Marie de Bombelles † (1 de octubre de 1817-5 de marzo de 1822 falleció)
- Jean-Pierre de Gallien de Chabons † (27 de septiembre de 1822-9 de noviembre de 1837 renunció)
- Jean-Marie Mioland † (12 de febrero de 1838-2 de abril de 1849 nombrado arzobispo coadjutor de Toulouse[nota 6])
- Louis-Antoine de Salinis † (2 de abril de 1849-16 de junio de 1856 nombrado arzobispo de Auch)
- Jacques-Antoine-Claude-Marie Boudinet † (16 de junio de 1856-1 de abril de 1873 falleció)
- Louis-Désiré-César Bataille † (25 de julio de 1873-9 de junio de 1879 falleció)
- Aimé-Victor-François Guilbert † (22 de septiembre de 1879-9 de agosto de 1883 nombrado arzobispo de Burdeos)
- Jean-Baptiste-Marie-Simon Jacquenet † (27 de marzo de 1884-1 de marzo de 1892 falleció)
- René-François Renou † (19 de enero de 1893-25 de junio de 1896 nombrado arzobispo de Tours)
- Jean-Marie-Léon Dizien † (25 de junio de 1896-27 de marzo de 1915 falleció)
- Pierre Florent André du Bois de La Villerabel † (1 de junio de 1915-16 de diciembre de 1920 nombrado arzobispo de Ruan)
- Charles-Albert-Joseph Lecomte † (10 de marzo de 1921-17 de agosto de 1934 falleció)
- Lucien-Louis-Claude Martin † (29 de mayo de 1935-26 de diciembre de 1945 falleció)
- Albert-Paul Droulers † (17 de febrero de 1947-3 de junio de 1950 falleció)
- René-Louis-Marie Stourm † (19 de enero de 1951-27 de octubre de 1962 nombrado arzobispo de Sens)
- Géry-Jacques-Charles Leuliet † (14 de febrero de 1963-15 de enero de 1985 retirado)
- François Jacques Bussini † (28 de diciembre de 1985-6 de marzo de 1987 renunció)
- Jacques Moïse Eugène Noyer † (31 de octubre de 1987-10 de marzo de 2003 retirado)
- Jean-Luc Bouilleret (10 de marzo de 2003-10 de octubre de 2013 nombrado arzobispo de Besanzón)
- Olivier Leborgne (20 de febrero de 2014-4 de septiembre de 2020 nombrado obispo de Arrás)
- Gérard Le Stang, desde el 20 de marzo de 2021